# Ароз а Ла Кубана
Ароз а Ла Кубана е ястие типично за Куба и Испания.
Основните му съставки са бял ориз, чесън, зехтин, дом. сос, яйце, банан, босилек.
Приготвя се като в тенджера се сварява ориза с малко вода, лъжица зехтин и 2 – 3 скилидки чесън. Вари се в малко вода, до омекване. В тиган се запържва в зехтина чесън и доматен сос, подправени с босилек. Правят се няколко яйца на очи. Сервира се в дълбока чиния белия ориз, полят с доматения сос и едно яйце. Може да се добави пържен банан.